# Wayla
Die Wayla (arabisch وايلة, DMG Wāyla, auch Wayila, Waylah, Wayilah) sind ein Volksstamm in Jemen. Die Mitglieder des Stammes sind mehrheitlich schiitischen Glaubens. Breites Medienecho war die Folge ihrer Opposition (mit der Drohung, notfalls die Anlage zu sprengen) gegen den saudischen Trennzaun im Jahre 2004.